# 27
27 (XXVII) fue un año común comenzado en miércoles del calendario juliano, en vigor en aquella fecha. En el Imperio romano, era conocido como el Año del consulado de Pisón y Frugi (o menos frecuentemente, año 780 Ab urbe condita). La denominación 27 para este año ha sido usado desde principios del período medieval, cuando la era A. D. se convirtió en el método prevalente en Europa para nombrar a los años.

## Acontecimientos
- Un anfiteatro en la ciudad de Fidenas se derrumba. El número de fallecidos habría llegado a los 20 000 de un total de 50.000 espectadores, según Tácito.
- Tácito recoge en sus Anales un gran incendio en la ciudad de Roma.
- Posible fecha del bautismo de Jesús de Nazaret e inicio de su ministerio, según algunas cronologías cristianas.
- Los Cejas rojas leales a Liu Penzi son derrotados y se rinden ante el emperador Liu Xiu.

## Nacimientos
- Herodes Agripa II, rey de Judea.
- Wang Chong, filósofo chino.

## Fallecimientos
- Marco Asinio Agripa, cónsul romano.